# Guerra dos Dois Irmãos
A chamada Guerra dos Dois Irmãos é o capítulo da história do Império Inca que precede o seu epílogo com a conquista espanhola por Francisco Pizarro. Tratou-se de uma guerra de sucessão travada entre os dois filhos do inca Huayna Capac, iniciada cerca de cinco anos após a sua morte.

## Premissas da guerra
Aproximadamente em 1529, quando Atahualpa se preparava para a guerra em Tomepampa, fui aprisionado. Existem duas versões sobre o fato: uma diz que seus captores eram  Cañaris leais a Huáscar; outra versão afirma que foi derrotado e capturado por tropas cusqueñas lideradas pelo general Auqui Huanca. Ambas as versões afirmam que ele foi trancado num tambo, mas foi libertado durante a noite por simpatizantes. Atahualpa passou a divulgar que uma Mamacuna (mulher nobre) forneceu uma barra de cobre e que fazendo um buraco na parede conseguiu escapar sem ser notado pelos seus guardas. Atahualpa aumentou a vantagem propagandística este episódio, afirmando que Inti (o deus sol) o havia transformado em Amaru ( cobra ) para que assim pudesse escapar através de uma nascente. Essa lenda se propagou por todo o Império e transformou Atahualpa um ser mítico. 
Atahualpa rumou para Quito, onde reorganizou suas forças e atacou Tomepampa. Ulco Colla (curaca da cidade) e Hualtopa (embaixador de Cusco) fugiram  com a maioria dos homens adultos para se juntar às tropas de Huascar, enquanto as mulheres e crianças ficaram na cidade, sendo massacrados pelas tropas vindas de Quito. 
Durante sua marcha a Caxabamba, Atahualpa ordenou o massacre de todos os povos e tribos que se aliaram a Huascar. Pouco antes de Atahualpa se  rebelar, Huascar enviara embaixadores a todos os povos da região de Tallán (Tumbis, Punaeños, Chimus, Yungas, Guayacundos e Cañaris) para que estes jurassem lealdade ao monarca cusqueño.   Atahualpa, foi varrendo tudo em seu caminho até chegar a Tumbes, onde a maioria da população o apoiava. O Curaca Chirimasa (ou Chili Masa) tornou-se um de seus principais aliados e disponibilizou 12.000 tropas em balsas para conquistar a Ilha Puná, cujos habitantes eram tradicionalmente rivais dos tumbis e leais a Huáscar.  Os sete caciques da ilha, destacando Cotori e Tomala (batizado mais tarde como Francisco Tomala),  saiu para confrontá-los em jangadas.  Ocorrendo a "maior batalha naval pré-hispânica". Os ilhéus, que eram grandes navegadores, derrotaram o exército de Atahualpa superiores em número, que perdeu toda a esperança de vitória quando Atahualpa foi ferido por uma flecha na perna, sendo levado para Cajamarca para ser curado em suas fontes termais. 
Depois disso os punaeños invadiram Tumbes, saqueando e reduzindo-a a cinzas, capturaram 600 pessoas entre soldados de Quito e locais. Atahualpa novamente retornara a Quito para reorganizar as suas forças.  Quando Atahualpa retomou seu ataque para o sul, os punaeños voltaram para sua ilha levando os prisioneiros e um grande saque. Aparentemente, alguns tempo depois, quando Huascar foi derrotado, Puna finalmente se alia a Atahualpa.

## A ofensiva de Cusco

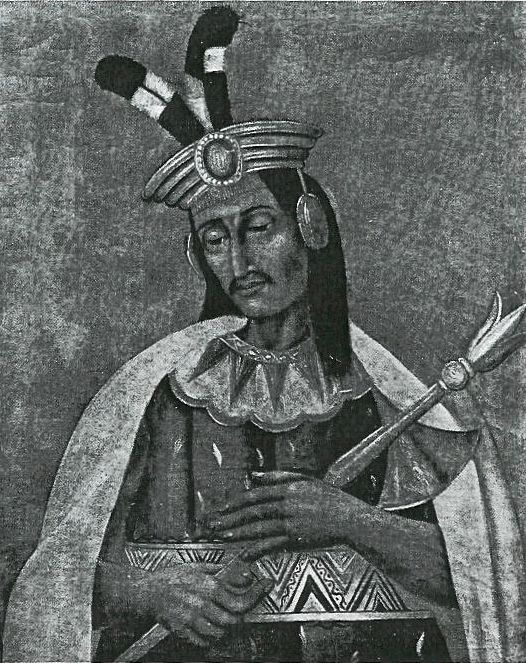
Huascar

Em 1530, Huáscar organizou um poderoso exército e o enviou ao norte tendo no comando de seu irmão, o general Huaminca Atoc. Enquanto isso em Quito, Atahualpa organizava suas forças após a derrota na ilha Puná, reuniu seus generais Challcuchimac, Quizquiz, Rumiñahui e Ucumarí e ordenou-lhes avançar. Ao mesmo tempo enviou espiões ao sul para espionarem as tropas de Atoc.  O plano de Huascar era avançar para o norte e tomar Tomepampa e Quito. Não se sabe ao certo onde as duas forças se encontraram. A maioria dos historiadores afirmam que o primeiro confronto ocorreu em Chillopampa onde as forças de Huascar saíram vencedoras, mas o cronista Miguel Cabello Valboa afirma que a primeira reunião foi travada em Mullihambato e em uma segunda batalha das tropas de Atahualpa foram vencedoras. Enquanto Pedro Cieza de León diz que houve apenas uma batalha, onde as tropas de Atahualpa triunfaram.  
Apesar de vencerem a batalha em Chillopampa, as tropas de Huascar não conseguiram capturar Atahualpa, que estava assistindo a batalha de uma colina com seus guarda-costas. De acordo com outras fontes, Atahualpa estava em Quito e quando soube da derrota, marchou com as tropas que conseguiu reunir para Latacunga para reforçar suas tropas, ordenando ao general Challcuchimac parar não recuar mais e dar batalha ao inimigo. 
Essa iniciativa estimulou seus seguidores que travaram uma segunda batalha, desta vez sob o comando dos generais Quizquiz e Challcuchimac, as tropas de Atahualpa foram vitoriosas. Esta batalha ocorreu em Ambato ,  em Mullihambato ,    ou em Chimborazo  dependendo da fonte consultada. O que todos concordam é que a campanha terminou numa fragorosa derrota de Huascar; curaca Cañari Ullco Colla e os generais Atoc e Hangö foram capturados e segundo alguns relatos, abandonados à própria sorte, outros dizem que tiveram sua pele arrancada para fazer tambores de guerra. 
Huáscar nomeou como novo comandante supremo das suas forças outro de seus irmãos, Huanca Auqui , que, junto com Ahuapanti, Urco Huaranga e Inca Roca, marcharam para o norte na frente de um grande exército que incluíam membros das tribos do norte inimigas de 'Atahualpa. Enquanto isso, Atahualpa ordenou a seus generais Challcuchimac e Quizquiz enfrentar as tropas de Huascar, enquanto Rumiñahui permaneceu em Quito.    As tropas de Huascar atacaram Tomepampa e Molleturo , mas foram derrotadas em ambas as ocasiões.
Huanca Auqui recuou para Cusipampa, onde construiu um forte para sua defesa. Em seguida, invadiu o território dos Bracamoros, aliados de Atahualpa, mas na luta perderam 12.000 combatentes. Neste momento pactuou-se uma trégua, mas as tropas de Huascar quebraram o pacto lançando uma nova ofensiva, e novamente as tropas de Quizquiz os derrotaram  na sangrenta batalha de Cusipampa. Houve uma debandada geral das forças de Huascar, aqueles queconseguiram fugir marcharam para Cajamarca. 

## O contra-ataque de Atahualpa

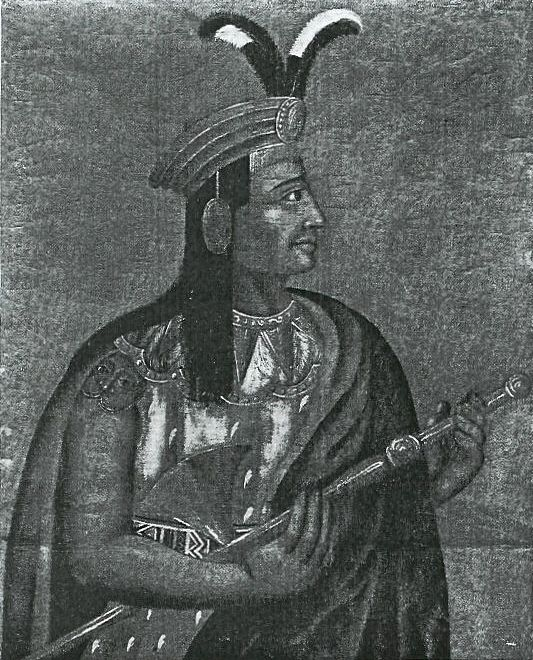
Atahualpa

Na perseguição aos huascaristas, Atahualpa atacou os punaeños, os tumpis, os chimus, os yungas, os paltas e os cañaris. A campanha de Atahualpa tornou-se uma verdadeira guerra de extermínio . Em Tumbes  todos os chefes de Huascar foram mortos e suas peles usadas para fazer tambores. Ele também passou por Húasimo, Solana e Ayabaca, acabando com a resistência local e destruindo tudo em seu caminho. Os Poechos, com milhares de guerreiros tendo a frente o curaca Huachu Puru ofereceram resistência e foram derrotados.  Ao passar pelo Vale de Chira as tropas de Atahualpa receberam apoio de quase todas as tribos com exceção dos curacas de Amotape e Chira que lhes ofereceram resistência. Perto de Caxas ocorreu uma grande batalha vencida pelos homens de Atahualpa, em seguida, saquearam a cidade, matando milhares e pés pendurados centenas de prisioneiros.  Atahualpa deixou como governador da região Maica Huilca (Maizavilca) que iniciou o traslado massivo de moradores do vale de Chira para o vale de Piura, seguindo a política de mitimaes. 
Os nortistas continuaram seu avanço para o sul com um poderoso exército de mais de 30.000 homens, seguindo a ordem de seu líder para destruir todas as tribos que decidiram apoiar Huascar.   Todos os dias eles aumentam suas forças com novos recrutas, mas ainda estavam em menor número (as tropas de Huascar eram estimadas em cerca de 80.000 homens). 
Com o avanço das tropas de Atahualpa, os huascaristas recuaram para o sul, em direção a Cusco, sofrendo sucessivas derrotas ao longo do caminho. De acordo com o cronista Santa Cruz Pachacuti, vitórias de Atahualpa foram devido a Huanca Auqui entrou em acordos secretos com Atahualpa ser "derrotado" facilmente. 
Quando as tropas sobreviventes do exército de Huascar chegaram a Cajamarca procuraram se reorganizar. La receberam reforços liderados pelo irmão de Huascar, General Tito Atauch, e o jovem comandante Quilaco Yupanqui, eram cerca de 10.000 homens a maioria chachapoyas além de cañaris e tallanes de Piura e Lambayeque. Já as forças de Atahualpa lideradas por Quizquiz ocuparam  Huancapampa e avançaram para enfrentar o inimigo, travando a batalha de Cochahuaila (entre Huancabamba e Huambo). A luta foi sangrenta e durou até o final do dia. Durante a noite, ambas as forças voltaram para seus acampamentos, mas na parte da manhã os guerreiros de Quito atacaram os chachapoyas, matando mais da metade do contingente; o restante fugiu, junto o que sobrou do exército huascarista para o Planalto de Bombón (região de Pasco). 
Depois da batalha de Cochahuaila, Atahualpa ocupou Cajamarca.  Huascar perdera 7.000 homens.  Quando as tropas de Quito alcançaram o planalto tiveram que lutar três dias para capturar as posições inimigas.  A retaguarda cusqueña ficou defendendo a posição para proteger a retirada do grosso do exército.  O general Huanca Auqui firmou sua base em Hatun Xauxa (Hatunjauja) e foi para Yanamarca próximo dali  enfrentar as tropas de Atahualpa.  A batalha custou muitas vidas. Ao anoitecer, as tropas de Cusco recuaram para a margem direita do rio e as tropas de Quito foram para Saya de Hatunjauja (Xauxa), que se tornou sua principal base de operações. Atahualpa conseguiu o apoio do Apo (chefe local) Manco Surichaqui (que fora empossado por Túpac Yupanqui e que permanesse no cargo até a chegada dos espanhóis). 
Huascar mandou em auxílio a suas tropas o general Mayta Yupanqui, e um contingente de nobres de Cusco. Com os reforços as tropas de Cusco conseguiram defender a ponte sobre o rio Angoyaco (atual Izcuchaca) por mais de um mês, mas depois disso foram forçadas a continuar a sua retirada para o sul, sendo novamente derrotadas em Vilcas.

## O avanço final de Atahualpa
Em 1532, as tropas de Atahualpa já ocupavam o centro e o sul do Peru. As contínuas derrotas preocupavam Huascar, que começava a ficar sem comandantes, algumas vezes chegando a enviar sacerdotes e curacas como generais.  Huascar transferiu todas as suas forças para Cusco, onde foram reorganizadas em três exércitos. O primeiro sob seu comando pessoal, capitaneados por nobres do Hurin Cusco, e constituídos por  cañaris e por chachapoyas guarnecendo a capital. O segundo, constituído por guerreiros charcas, contis, collas e chiles liderado pelo general Uampa Yupanqui, foi enviado para Cotabambas, onde as forças inimigas estavam. O terceiro, comandado pelo general Huanca Auqui, tinha a missão de monitorar e emboscar os inimigos quando surgisse a oportunidade. Enquanto isso generais de Atahualpa Quizquiz e Challcuchimac cruzaram o rio Cotabamba com suas forças. 
As tropas de Uampa Yupanqui se enfrentaram pela primeira vez com o inimigo em Huanacopampa (província de Cotabambas, na região de Apurímac). Ao ficar sabendo que as tropas nortistas estavam em Huanacopampa, Huascar ordenou que todas as suas forças fossem atacar o inimigo. Durante a luta o general nortenho Tomay Rima foi morto. Destacaram-se nesta batalha os generais huascaristas Tito Atauchi e Topa Atao. A noite as tropas de Atahualpa retiraram-se para um monte. Vendo que o local estava cercado por grama seca, Hascar ordenou iniciar um incêndio que matou muitos dos seus inimigos. Os sobreviventes conseguiram atravessar o rio Cotabamba, mas erroneamente Hascar decidiu não para persegui-los .  

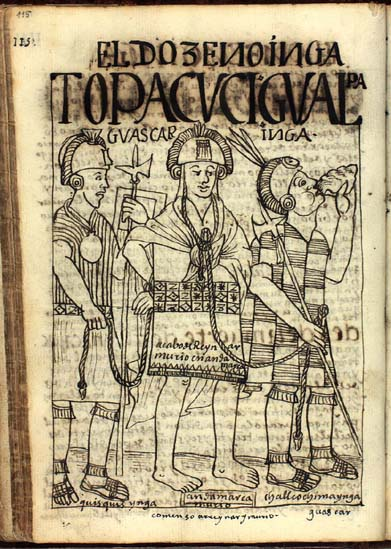
Huáscar sendo aprisionado por Quizquiz e Chalcuchímac

No dia seguinte, Huascar ordenou ao general Topa Atao atravessar o rio e perseguir o inimigo. Topa Atao atingiu um barranco  chamado Chontacajas,  onde enfrentou as tropas de Challcuchimac, que os estavam esperando de emboscada , Topa Atao foi derrotado e capturado. Challcuchimac então ordenou secretamente a Quizquiz para ir até Quipaipán para atacar o inimigo pela retaguarda. Huáscar, que estava marchando confiante para apoiar Topa Atao, foi surpreendido ao ver Challcuchimac bloqueando seu caminho e Quizquiz o atacando pela retaguarda foi facilmente aprisionado junto com Topa Atao enquanto suas tropas se dispersavam rendidas.   Após prender Huascar, Challcuchimac seguiu para Huanacopampa, onde estavam aquarteladas as últimas tropas de Huascar.  Disfarçado de Huascar e em sua liteira, Challcuchimac conseguiu se aproximar das tropas de Cusco e dizimá-las, aprisionando também Tito Atauchi, o ultimo dos generais de Huascar, já que Huanca Auqui dispersara suas tropas quando soube da prisão de Huascar,  deixando Cusco livre para ser ocupada. 

## A morte de Huascar
Após ser aprisionado, Huascar foi levado para Cusco por Chalcuchimac e Quizquiz, onde foi forçado a testemunhar a morte de seus parentes, tanto diretos como indiretos. Sua mãe o repreendera pelo estado em que tinha deixado o Império por sua forma de governar. Na prisão foi insultado, alimentavam-no com dejetos humanos e zombavam dele o tempo todo. Tinha 27 anos quando foi morto, provavelmente jogado em um abismo, mas existe uma versão de que foi afogado no rio Negromayo em Andamarca ([Ayacucho (região)|região de Ayacucho]]), por ordem de Atahualpa, quando este era prisioneiro dos espanhóis. 
Alguns historiadores acreditam que Huáscar sobreviveu à invasão espanhola, fugindo para a floresta amazônica e mantendo uma resistência aos espanhóis, pois, seu corpo nunca foi encontrado. 